# Campeonato de Primera División C 1979 (Argentina)
El Campeonato de Primera División C 1979 fue la cuadragésima quinta temporada del certamen de la tercera categoría del fútbol argentino. Se disputó entre el 3 de marzo y el 17 de noviembre de 1979.
Los nuevos participantes fueron San Telmo y Lanús, descendidos de la Primera B 1978, ascendido1 y ascendido2, campeón y subcampeón de la Ronda Final de la Primera D 1978, respectivamente.
El certamen consagró campeón por primera vez a Deportivo Español, que obtuvo el ascenso. Por su parte, reducido1 resultó ganador del Torneo Reducido y obtuvo el segundo ascenso.

## Ascensos y descensos
| Pos. | Ascendidos de la Primera C 1978 |
| ---- | ------------------------------- |
| 1º   | Talleres (RE)                   |

| Pos. | Descendidos de la Primera B 1978 |
| ---- | -------------------------------- |
| 17º  | Lanús                            |
| 18º  | San Telmo                        |

| Pos. | Ascendidos de la Primera D 1978 |
| ---- | ------------------------------- |
| 1º   | Piraña                          |

| Pos. | Descendidos de la Primera C 1978 |
| ---- | -------------------------------- |
| 19º  | Fénix                            |
| 20º  | Liniers                          |

## Formato
Los equipos se enfrentaron bajo el sistema de todos contra todos a 2 ruedas. El equipo con mayor puntaje se consagró campeón y obtuvo el ascenso.
El equipo posicionado en el último lugar de la Tabla de posiciones descendió.

## Equipos participantes
| Equipo               | Ciudad       | Estadio              | Capacidad |
| -------------------- | ------------ | -------------------- | --------- |
| Argentino de Rosario | Rosario      | José Martín Olaeta   | 12.500    |
| Barracas Central     | Buenos Aires | Olavarría y Luna     | 4000      |
| Berazategui          | Berazategui  | Norman Lee           | 5500      |
| Central Córdoba (R)  | Rosario      | Gabino Sosa          | 10.000    |
| Colegiales           | Munro        | Libertarios Unidos   | 6000      |
| Comunicaciones       | Buenos Aires | Alfredo Ramos        | 3500      |
| Def. de Cambaceres   | Ensenada     | 12 de Octubre        | 8000      |
| Defensores Unidos    | Zárate       | Gigante de Villa Fox | 6000      |
| Deportivo Español    | Buenos Aires | No tiene             | -         |
| Deportivo Merlo      | Merlo        | José Manuel Moreno   | 7500      |
| Deportivo Morón      | Morón        | Francisco Urbano     | 19.000    |
| Deportivo Riestra    | Buenos Aires | Riestra y Lacarra    | 3000      |
| Dock Sud             | Dock Sud     | De Los Inmigrantes   | 9500      |
| Excursionistas       | Buenos Aires | Excursionistas       | 7200      |
| General Lamadrid     | Buenos Aires | Enrique Sexto        | 3500      |
| Lanús                | Lanús        | Ciudad de Lanús      | 47.000    |
| Luján                | Luján        | Municipal de Luján   | 2000      |
| Piraña               | Buenos Aires | No tiene             | -         |
| San Telmo            | Dock Sud     | Dr. Osvaldo Baletto  | 10.500    |
| Tristán Suárez       | Ezeiza       | 20 de Octubre        | 15.000    |

### Distribución geográfica de los equipos
| Región                                   | Cant. | Equipos |
| ---------------------------------------- | ----- | --- |
| Conurbano bonaerense                     | 8     | Berazategui, Colegiales, Deportivo Merlo, Deportivo Morón, Dock Sud, Lanús, San Telmo, y Tristán Suárez           |
| Ciudad de Buenos Aires                   | 7     | Barracas Central, Comunicaciones, Deportivo Español, Deportivo Riestra, Excursionistas, General Lamadrid y Piraña |
| Interior de la provincia de Buenos Aires | 2     | Defensores Unidos y Luján                                                                                         |
| Ciudad de Rosario                        | 2     | Argentino de Rosario y Central Córdoba (R)                                                                        |
| Gran La Plata                            | 1     | Defensores de Cambaceres                                                                                          |

## Tabla de posiciones
| Pos. | Equipo                   | Pts. | PJ | PG | PE | PP | GF | GC  | Dif. |
| ---- | ------------------------ | ---- | -- | -- | -- | -- | -- | --- | ---- |
| 1.º  | Deportivo Español        | 62   | 38 | 29 | 4  | 5  | 86 | 24  | 62   |
| 2.º  | Deportivo Morón          | 59   | 38 | 24 | 11 | 3  | 76 | 28  | 48   |
| 3.º  | Lanús                    | 58   | 38 | 24 | 10 | 4  | 85 | 28  | 57   |
| 4.º  | San Telmo                | 46   | 38 | 18 | 10 | 10 | 67 | 44  | 23   |
| 5.º  | Central Córdoba (R)      | 44   | 38 | 18 | 8  | 12 | 74 | 47  | 27   |
| 6.º  | Excursionistas           | 44   | 38 | 15 | 14 | 9  | 56 | 48  | 8    |
| 7.º  | Argentino de Rosario     | 42   | 38 | 16 | 10 | 12 | 59 | 41  | 18   |
| 8.º  | Dock Sud                 | 41   | 38 | 13 | 15 | 10 | 50 | 55  | −5   |
| 9.º  | Defensores Unidos        | 39   | 38 | 13 | 13 | 12 | 60 | 56  | 4    |
| 10.º | Deportivo Merlo          | 37   | 38 | 13 | 11 | 14 | 53 | 50  | 3    |
| 11.º | Tristán Suárez           | 37   | 38 | 14 | 9  | 15 | 47 | 47  | 0    |
| 12.º | Berazategui              | 37   | 38 | 11 | 15 | 12 | 37 | 47  | −10  |
| 13.º | Deportivo Riestra        | 34   | 38 | 11 | 12 | 15 | 50 | 67  | −17  |
| 14.º | Barracas Central         | 33   | 38 | 11 | 11 | 16 | 47 | 59  | −12  |
| 15.º | Luján                    | 33   | 38 | 9  | 15 | 14 | 51 | 66  | −15  |
| 16.º | Colegiales               | 32   | 38 | 11 | 10 | 17 | 40 | 47  | −7   |
| 17.º | Defensores de Cambaceres | 28   | 38 | 8  | 12 | 18 | 43 | 67  | −24  |
| 18.º | General Lamadrid         | 23   | 38 | 8  | 7  | 23 | 29 | 69  | −40  |
| 19.º | Comunicaciones           | 20   | 38 | 5  | 10 | 23 | 31 | 74  | −43  |
| 20.º | Piraña                   | 11   | 38 | 2  | 7  | 29 | 38 | 115 | −77  |

|  | Se consagró campeón y ascendió a la Primera B |
|  | Descendió a la Primera D                      |

## Resultados
| Defensores Unidos   | 1 - 1 | Argentino de Rosario     | Gigante de Villa Fox | 3 de marzo |
| Deportivo Merlo     | 2 - 2 | Luján                    | José Manuel Moreno   | 3 de marzo |
| Tristán Suárez      | 2 - 2 | Dock Sud                 | Moreno y Fariña      | 3 de marzo |
| Deportivo Riestra   | 0 - 0 | Colegiales               | Riestra y Lacarra    | 3 de marzo |
| Barracas Central    | 1 - 1 | Lanús                    | Olavarría y Luna     | 3 de marzo |
| Deportivo Español   | 4 - 1 | Piraña                   | Atlanta              | 3 de marzo |
| General Lamadrid    | 1 - 1 | Comunicaciones           | Enrique Sexto        | 3 de marzo |
| San Telmo           | 5 - 2 | Defensores de Cambaceres | Isla Maciel          | 3 de marzo |
| Berazategui         | 0 - 0 | Deportivo Morón          | Berazategui          | 3 de marzo |
| Central Córdoba (R) | 3 - 3 | Excursionistas           | Gabino Sosa          | 3 de marzo |

| Central Córdoba (R)      | 3 - 1 | Defensores Unidos    | Gabino Sosa                 | 10 de marzo |
| Excursionistas           | 1 - 0 | Berazategui          | Pampa y Miñones             | 10 de marzo |
| Deportivo Morón          | 1 - 2 | San Telmo            | Francisco Urbano            | 10 de marzo |
| Defensores de Cambaceres | 2 - 1 | General Lamadrid     | Camino Rivadavia y Quintana | 10 de marzo |
| Comunicaciones           | 0 - 2 | Deportivo Español    | Alfredo Ramos               | 10 de marzo |
| Piraña                   | 0 - 0 | Barracas Central     | Tomás A. Ducó               | 10 de marzo |
| Lanús                    | 6 - 3 | Deportivo Riestra    | Ciudad de Lanús             | 10 de marzo |
| Colegiales               | 2 - 1 | Tristán Suárez       | Malaver y Posadas           | 10 de marzo |
| Dock Sud                 | 2 - 1 | Deportivo Merlo      | De Los Inmigrantes          | 10 de marzo |
| Luján                    | 2 - 2 | Argentino de Rosario | Municipal de Luján          | 10 de marzo |

| Defensores Unidos    | 1 - 1 | Luján                    | Gigante de Villa Fox | 17 de marzo |
| Argentino de Rosario | 1 - 1 | Dock Sud                 | José Martín Olaeta   | 17 de marzo |
| Deportivo Merlo      | 0 - 4 | Colegiales               | José Manuel Moreno   | 17 de marzo |
| Tristán Suárez       | 2 - 2 | Lanús                    | Moreno y Fariña      | 17 de marzo |
| Deportivo Riestra    | 3 - 1 | Piraña                   | Piraña               | 17 de marzo |
| Barracas Central     | 2 - 0 | Comunicaciones           | Olavarría y Luna     | 17 de marzo |
| Deportivo Español    | 2 - 0 | Defensores de Cambaceres | Atlanta              | 17 de marzo |
| General Lamadrid     | 1 - 3 | Deportivo Morón          | Enrique Sexto        | 17 de marzo |
| San Telmo            | 0 - 0 | Excursionistas           | Isla Maciel          | 17 de marzo |
| Berazategui          | 0 - 3 | Central Córdoba (R)      | Berazategui          | 17 de marzo |

| Berazategui              | 0 - 0 | Defensores Unidos    | Berazategui                 | 24 de marzo |
| Central Córdoba (R)      | 0 - 2 | San Telmo            | Gabino Sosa                 | 24 de marzo |
| Excursionistas           | 1 - 2 | General Lamadrid     | Pampa y Miñones             | 24 de marzo |
| Deportivo Morón          | 1 - 1 | Deportivo Español    | Francisco Urbano            | 24 de marzo |
| Defensores de Cambaceres | 2 - 4 | Barracas Central     | Camino Rivadavia y Quintana | 24 de marzo |
| Comunicaciones           | 1 - 1 | Deportivo Riestra    | Alfredo Ramos               | 24 de marzo |
| Piraña                   | 1 - 3 | Tristán Suárez       | Tomás A. Ducó               | 24 de marzo |
| Lanús                    | 1 - 0 | Deportivo Merlo      | Ciudad de Lanús             | 24 de marzo |
| Colegiales               | 1 - 1 | Argentino de Rosario | Malaver y Posadas           | 24 de marzo |
| Dock Sud                 | 1 - 1 | Luján                | De Los Inmigrantes          | 24 de marzo |

| Defensores Unidos    | 2 - 1 | Dock Sud                 | Gigante de Villa Fox | 31 de marzo |
| Luján                | 2 - 1 | Colegiales               | Municipal de Luján   | 31 de marzo |
| Argentino de Rosario | 0 - 2 | Lanús                    | José Martín Olaeta   | 31 de marzo |
| Deportivo Merlo      | 4 - 1 | Piraña                   | José Manuel Moreno   | 31 de marzo |
| Tristán Suárez       | 2 - 0 | Comunicaciones           | Moreno y Fariña      | 31 de marzo |
| Deportivo Riestra    | 3 - 2 | Defensores de Cambaceres | Riestra y Lacarra    | 31 de marzo |
| Barracas Central     | 1 - 1 | Deportivo Morón          | Olavarría y Luna     | 31 de marzo |
| Deportivo Español    | 5 - 0 | Excursionistas           | Atlanta              | 31 de marzo |
| General Lamadrid     | 2 - 2 | Central Córdoba (R)      | Enrique Sexto        | 31 de marzo |
| San Telmo            | 0 - 0 | Berazategui              | Isla Maciel          | 31 de marzo |

| San Telmo                | 1 - 2 | Defensores Unidos    | Isla Maciel                 | 7 de abril |
| Berazategui              | 1 - 1 | General Lamadrid     | Berazategui                 | 7 de abril |
| Central Córdoba (R)      | 2 - 1 | Deportivo Español    | Gabino Sosa                 | 7 de abril |
| Excursionistas           | 2 - 2 | Barracas Central     | Pampa y Miñones             | 7 de abril |
| Deportivo Morón          | 3 - 0 | Deportivo Riestra    | Francisco Urbano            | 7 de abril |
| Defensores de Cambaceres | 3 - 1 | Tristán Suárez       | Camino Rivadavia y Quintana | 7 de abril |
| Comunicaciones           | 1 - 0 | Deportivo Merlo      | Alfredo Ramos               | 7 de abril |
| Piraña                   | 1 - 6 | Argentino de Rosario | Tomás A. Ducó               | 7 de abril |
| Lanús                    | 4 - 0 | Luján                | Ciudad de Lanús             | 7 de abril |
| Colegiales               | 0 - 0 | Dock Sud             | Malaver y Posadas           | 7 de abril |

| Defensores Unidos    | 2 - 0 | Colegiales               | Gigante de Villa Fox | 14 de abril |
| Dock Sud             | 3 - 2 | Lanús                    | De Los Inmigrantes   | 14 de abril |
| Luján                | 4 - 2 | Piraña                   | Municipal de Luján   | 14 de abril |
| Argentino de Rosario | 2 - 0 | Comunicaciones           | José Martín Olaeta   | 14 de abril |
| Deportivo Merlo      | 2 - 2 | Defensores de Cambaceres | José Manuel Moreno   | 14 de abril |
| Tristán Suárez       | 0 - 1 | Deportivo Morón          | Moreno y Fariña      | 14 de abril |
| Deportivo Riestra    | 0 - 2 | Excursionistas           | Riestra y Lacarra    | 14 de abril |
| Barracas Central     | 3 - 2 | Central Córdoba (R)      | Olavarría y Luna     | 14 de abril |
| Deportivo Español    | 3 - 1 | Berazategui              | Atlanta              | 14 de abril |
| General Lamadrid     | 1 - 5 | San Telmo                | Enrique Sexto        | 14 de abril |

| General Lamadrid         | 2 - 1 | Defensores Unidos    | Enrique Sexto               | 21 de abril |
| San Telmo                | 2 - 1 | Deportivo Español    | Isla Maciel                 | 21 de abril |
| Berazategui              | 1 - 0 | Barracas Central     | Berazategui                 | 21 de abril |
| Central Córdoba (R)      | 2 - 0 | Deportivo Riestra    | Gabino Sosa                 | 21 de abril |
| Excursionistas           | 3 - 1 | Tristán Suárez       | Pampa y Miñones             | 21 de abril |
| Deportivo Morón          | 2 - 1 | Deportivo Merlo      | Francisco Urbano            | 21 de abril |
| Defensores de Cambaceres | 0 - 3 | Argentino de Rosario | Camino Rivadavia y Quintana | 21 de abril |
| Comunicaciones           | 1 - 3 | Luján                | Alfredo Ramos               | 21 de abril |
| Piraña                   | 2 - 5 | Dock Sud             | Tomás A. Ducó               | 21 de abril |
| Lanús                    | 2 - 0 | Colegiales           | Ciudad de Lanús             | 21 de abril |

| Defensores Unidos    | 0 - 1 | Lanús                    | Gigante de Villa Fox | 28 de abril |
| Colegiales           | 2 - 0 | Piraña                   | Malaver y Posadas    | 28 de abril |
| Dock Sud             | 3 - 0 | Comunicaciones           | De Los Inmigrantes   | 28 de abril |
| Luján                | 4 - 1 | Defensores de Cambaceres | Municipal de Luján   | 28 de abril |
| Argentino de Rosario | 1 - 3 | Deportivo Morón          | José Martín Olaeta   | 28 de abril |
| Deportivo Merlo      | 3 - 2 | Excursionistas           | José Manuel Moreno   | 28 de abril |
| Tristán Suárez       | 0 - 3 | Central Córdoba (R)      | Moreno y Fariña      | 28 de abril |
| Deportivo Riestra    | 0 - 0 | Berazategui              | Riestra y Lacarra    | 28 de abril |
| Barracas Central     | 0 - 0 | San Telmo                | Olavarría y Luna     | 28 de abril |
| Deportivo Español    | 1 - 0 | General Lamadrid         | Atlanta              | 28 de abril |

| Deportivo Español        | 3 - 1 | Defensores Unidos    | Atlanta                     | 5 de mayo |
| General Lamadrid         | 2 - 0 | Barracas Central     | Enrique Sexto               | 5 de mayo |
| San Telmo                | 3 - 1 | Deportivo Riestra    | Isla Maciel                 | 5 de mayo |
| Berazategui              | 0 - 0 | Tristán Suárez       | Berazategui                 | 5 de mayo |
| Central Córdoba (R)      | 4 - 1 | Deportivo Merlo      | Gabino Sosa                 | 5 de mayo |
| Excursionistas           | 5 - 2 | Argentino de Rosario | Pampa y Miñones             | 5 de mayo |
| Deportivo Morón          | 1 - 0 | Luján                | Francisco Urbano            | 5 de mayo |
| Defensores de Cambaceres | 1 - 1 | Dock Sud             | Camino Rivadavia y Quintana | 5 de mayo |
| Comunicaciones           | 2 - 1 | Colegiales           | Alfredo Ramos               | 5 de mayo |
| Piraña                   | 1 - 6 | Lanús                | Tomás A. Ducó               | 5 de mayo |

| Defensores Unidos    | 3 - 1 | Piraña                   | Gigante de Villa Fox | 12 de mayo |
| Lanús                | 2 - 0 | Comunicaciones           | Ciudad de Lanús      | 12 de mayo |
| Colegiales           | 4 - 0 | Defensores de Cambaceres | Malaver y Posadas    | 12 de mayo |
| Dock Sud             | 1 - 1 | Deportivo Morón          | De Los Inmigrantes   | 12 de mayo |
| Luján                | 1 - 1 | Excursionistas           | Municipal de Luján   | 12 de mayo |
| Argentino de Rosario | 1 - 0 | Central Córdoba (R)      | Gabino Sosa          | 12 de mayo |
| Deportivo Merlo      | 0 - 1 | Berazategui              | José Manuel Moreno   | 12 de mayo |
| Tristán Suárez       | 1 - 0 | San Telmo                | Moreno y Fariña      | 12 de mayo |
| Deportivo Riestra    | 0 - 1 | General Lamadrid         | Riestra y Lacarra    | 12 de mayo |
| Barracas Central     | 1 - 0 | Deportivo Español        | Olavarría y Luna     | 12 de mayo |

| Barracas Central         | 3 - 0 | Defensores Unidos    | Olavarría y Luna            | 19 de mayo |
| Deportivo Español        | 2 - 0 | Deportivo Riestra    | Atlanta                     | 19 de mayo |
| General Lamadrid         | 0 - 1 | Tristán Suárez       | Enrique Sexto               | 19 de mayo |
| San Telmo                | 1 - 0 | Deportivo Merlo      | Isla Maciel                 | 19 de mayo |
| Berazategui              | 2 - 1 | Argentino de Rosario | Berazategui                 | 19 de mayo |
| Central Córdoba (R)      | 0 - 2 | Luján                | Gabino Sosa                 | 19 de mayo |
| Excursionistas           | 0 - 0 | Dock Sud             | Pampa y Miñones             | 19 de mayo |
| Deportivo Morón          | 3 - 0 | Colegiales           | Francisco Urbano            | 19 de mayo |
| Defensores de Cambaceres | 1 - 2 | Lanús                | Camino Rivadavia y Quintana | 19 de mayo |
| Comunicaciones           | 1 - 1 | Piraña               | Alfredo Ramos               | 19 de mayo |

| Defensores Unidos    | 2 - 2 | Comunicaciones           | Gigante de Villa Fox | 25 de mayo |
| Piraña               | 2 - 1 | Defensores de Cambaceres | Tomás A. Ducó        | 25 de mayo |
| Lanús                | 3 - 3 | Deportivo Morón          | Ciudad de Lanús      | 25 de mayo |
| Colegiales           | 1 - 0 | Excursionistas           | Malaver y Posadas    | 25 de mayo |
| Dock Sud             | 1 - 0 | Central Córdoba (R)      | De Los Inmigrantes   | 25 de mayo |
| Luján                | 1 - 0 | Berazategui              | Municipal de Luján   | 25 de mayo |
| Argentino de Rosario | 0 - 3 | San Telmo                | José Martín Olaeta   | 25 de mayo |
| Deportivo Merlo      | 2 - 0 | General Lamadrid         | José Manuel Moreno   | 25 de mayo |
| Deportivo Riestra    | 3 - 2 | Barracas Central         | Riestra y Lacarra    | 25 de mayo |
| Tristán Suárez       | 1 - 5 | Deportivo Español        | Moreno y Fariña      | 25 de mayo |

| Deportivo Riestra        | 2 - 4 | Defensores Unidos    | Riestra y Lacarra           | 2 de junio |
| Barracas Central         | 0 - 1 | Tristán Suárez       | Olavarría y Luna            | 2 de junio |
| Deportivo Español        | 1 - 0 | Deportivo Merlo      | Atlanta                     | 2 de junio |
| General Lamadrid         | 0 - 1 | Argentino de Rosario | Enrique Sexto               | 2 de junio |
| San Telmo                | 4 - 1 | Luján                | Isla Maciel                 | 2 de junio |
| Berazategui              | 0 - 0 | Dock Sud             | Berazategui                 | 2 de junio |
| Central Córdoba (R)      | 3 - 1 | Colegiales           | Gabino Sosa                 | 2 de junio |
| Excursionistas           | 0 - 0 | Lanús                | Pampa y Miñones             | 2 de junio |
| Deportivo Morón          | 3 - 1 | Piraña               | Francisco Urbano            | 2 de junio |
| Defensores de Cambaceres | 2 - 0 | Comunicaciones       | Camino Rivadavia y Quintana | 2 de junio |

| Defensores Unidos    | 1 - 1 | Defensores de Cambaceres | Gigante de Villa Fox | 9 de junio |
| Comunicaciones       | 2 - 2 | Deportivo Morón          | Alfredo Ramos        | 9 de junio |
| Piraña               | 1 - 5 | Excursionistas           | Tomás A. Ducó        | 9 de junio |
| Lanús                | 5 - 0 | Central Córdoba (R)      | Ciudad de Lanús      | 9 de junio |
| Colegiales           | 1 - 3 | Berazategui              | Malaver y Posadas    | 9 de junio |
| Dock Sud             | 0 - 0 | San Telmo                | De Los Inmigrantes   | 9 de junio |
| Luján                | 1 - 0 | General Lamadrid         | Municipal de Luján   | 9 de junio |
| Argentino de Rosario | 2 - 0 | Deportivo Español        | José Martín Olaeta   | 9 de junio |
| Deportivo Merlo      | 3 - 2 | Barracas Central         | José Manuel Moreno   | 9 de junio |
| Tristán Suárez       | 4 - 2 | Deportivo Riestra        | Moreno y Fariña      | 9 de junio |

| Tristán Suárez      | 0 - 0 | Defensores Unidos        | Moreno y Fariña   | 16 de junio |
| Deportivo Riestra   | 1 - 2 | Deportivo Merlo          | Riestra y Lacarra | 16 de junio |
| Barracas Central    | 0 - 2 | Argentino de Rosario     | Olavarría y Luna  | 16 de junio |
| Deportivo Español   | 4 - 1 | Luján                    | Atlanta           | 16 de junio |
| General Lamadrid    | 1 - 2 | Dock Sud                 | Enrique Sexto     | 16 de junio |
| San Telmo           | 2 - 0 | Colegiales               | Isla Maciel       | 16 de junio |
| Berazategui         | 1 - 1 | Lanús                    | Berazategui       | 16 de junio |
| Central Córdoba (R) | 5 - 2 | Piraña                   | Gabino Sosa       | 16 de junio |
| Excursionistas      | 1 - 0 | Comunicaciones           | Pampa y Miñones   | 16 de junio |
| Deportivo Morón     | 4 - 0 | Defensores de Cambaceres | Francisco Urbano  | 16 de junio |

| Defensores Unidos        | 1 - 2 | Deportivo Morón     | Gigante de Villa Fox        | 23 de junio |
| Defensores de Cambaceres | 0 - 1 | Excursionistas      | Camino Rivadavia y Quintana | 23 de junio |
| Comunicaciones           | 0 - 0 | Central Córdoba (R) | Alfredo Ramos               | 23 de junio |
| Piraña                   | 1 - 2 | Berazategui         | Tomás A. Ducó               | 23 de junio |
| Colegiales               | 2 - 0 | General Lamadrid    | Malaver y Posadas           | 23 de junio |
| Dock Sud                 | 2 - 1 | Deportivo Español   | De Los Inmigrantes          | 23 de junio |
| Luján                    | 1 - 1 | Barracas Central    | Municipal de Luján          | 23 de junio |
| Argentino de Rosario     | 3 - 0 | Deportivo Riestra   | José Martín Olaeta          | 23 de junio |
| Deportivo Merlo          | 0 - 2 | Tristán Suárez      | José Manuel Moreno          | 23 de junio |
| Lanús                    | 4 - 0 | San Telmo           | Ciudad de Lanús             | 24 de junio |

| Deportivo Merlo     | 3 - 0 | Defensores Unidos        | José Manuel Moreno | 30 de junio |
| Tristán Suárez      | 1 - 1 | Argentino de Rosario     | Moreno y Fariña    | 30 de junio |
| Deportivo Riestra   | 3 - 3 | Luján                    | Riestra y Lacarra  | 30 de junio |
| Barracas Central    | 0 - 2 | Dock Sud                 | Olavarría y Luna   | 30 de junio |
| Deportivo Español   | 2 - 0 | Colegiales               | Atlanta            | 30 de junio |
| General Lamadrid    | 0 - 1 | Lanús                    | Enrique Sexto      | 30 de junio |
| San Telmo           | 4 - 0 | Piraña                   | Isla Maciel        | 30 de junio |
| Berazategui         | 2 - 1 | Comunicaciones           | Berazategui        | 30 de junio |
| Central Córdoba (R) | 4 - 0 | Defensores de Cambaceres | Gabino Sosa        | 30 de junio |
| Excursionistas      | 1 - 1 | Deportivo Morón          | Pampa y Miñones    | 30 de junio |

| Defensores Unidos        | 1 - 1 | Excursionistas      | Gigante de Villa Fox        | 7 de julio |
| Deportivo Morón          | 2 - 1 | Central Córdoba (R) | Francisco Urbano            | 7 de julio |
| Defensores de Cambaceres | 1 - 1 | Berazategui         | Camino Rivadavia y Quintana | 7 de julio |
| Comunicaciones           | 0 - 1 | San Telmo           | Alfredo Ramos               | 7 de julio |
| Piraña                   | 0 - 1 | General Lamadrid    | Tomás A. Ducó               | 7 de julio |
| Lanús                    | 1 - 1 | Deportivo Español   | Ciudad de Lanús             | 7 de julio |
| Colegiales               | 4 - 1 | Barracas Central    | Malaver y Posadas           | 7 de julio |
| Dock Sud                 | 0 - 0 | Deportivo Riestra   | De Los Inmigrantes          | 7 de julio |
| Luján                    | 4 - 3 | Tristán Suárez      | Municipal de Luján          | 7 de julio |
| Argentino de Rosario     | 1 - 1 | Deportivo Merlo     | José Martín Olaeta          | 7 de julio |

| Argentino de Rosario     | 2 - 1 | Defensores Unidos   | José Martín Olaeta          | 14 de julio |
| Luján                    | 1 - 1 | Deportivo Merlo     | Municipal de Luján          | 14 de julio |
| Dock Sud                 | 0 - 5 | Tristán Suárez      | De Los Inmigrantes          | 14 de julio |
| Colegiales               | 1 - 1 | Deportivo Riestra   | Malaver y Posadas           | 14 de julio |
| Lanús                    | 6 - 0 | Barracas Central    | Ciudad de Lanús             | 14 de julio |
| Piraña                   | 1 - 6 | Deportivo Español   | Riestra y Lacarra           | 14 de julio |
| Comunicaciones           | 2 - 0 | General Lamadrid    | Alfredo Ramos               | 14 de julio |
| Defensores de Cambaceres | 0 - 1 | San Telmo           | Camino Rivadavia y Quintana | 14 de julio |
| Deportivo Morón          | 6 - 1 | Berazategui         | Francisco Urbano            | 14 de julio |
| Excursionistas           | 1 - 4 | Central Córdoba (R) | Pampa y Miñones             | 14 de julio |

| Defensores Unidos    | 1 - 1 | Central Córdoba (R)      | Gigante de Villa Fox | 21 de julio |
| Berazategui          | 0 - 0 | Excursionistas           | Berazategui          | 21 de julio |
| San Telmo            | 1 - 1 | Deportivo Morón          | Isla Maciel          | 21 de julio |
| General Lamadrid     | 1 - 0 | Defensores de Cambaceres | Enrique Sexto        | 21 de julio |
| Deportivo Español    | 4 - 0 | Comunicaciones           | Atlanta              | 21 de julio |
| Barracas Central     | 7 - 3 | Piraña                   | Olavarría y Luna     | 21 de julio |
| Deportivo Riestra    | 0 - 0 | Lanús                    | Riestra y Lacarra    | 21 de julio |
| Tristán Suárez       | 0 - 0 | Colegiales               | Moreno y Fariña      | 21 de julio |
| Deportivo Merlo      | 1 - 2 | Dock Sud                 | José Manuel Moreno   | 21 de julio |
| Argentino de Rosario | 0 - 0 | Luján                    | José Martín Olaeta   | 21 de julio |

| Luján                    | 0 - 0 | Defensores Unidos    | Municipal de Luján          | 28 de julio |
| Dock Sud                 | 1 - 4 | Argentino de Rosario | De Los Inmigrantes          | 28 de julio |
| Colegiales               | 0 - 3 | Deportivo Merlo      | Malaver y Posadas           | 28 de julio |
| Lanús                    | 1 - 0 | Tristán Suárez       | Ciudad de Lanús             | 28 de julio |
| Piraña                   | 0 - 2 | Deportivo Riestra    | Riestra y Lacarra           | 28 de julio |
| Comunicaciones           | 0 - 1 | Barracas Central     | Alfredo Ramos               | 28 de julio |
| Defensores de Cambaceres | 1 - 2 | Deportivo Español    | Camino Rivadavia y Quintana | 28 de julio |
| Deportivo Morón          | 2 - 0 | General Lamadrid     | Francisco Urbano            | 28 de julio |
| Excursionistas           | 2 - 1 | San Telmo            | Pampa y Miñones             | 28 de julio |
| Central Córdoba (R)      | 1 - 0 | Berazategui          | Gabino Sosa                 | 28 de julio |

| Defensores Unidos    | 2 - 1 | Berazategui              | Gigante de Villa Fox | 4 de agosto |
| San Telmo            | 1 - 1 | Central Córdoba (R)      | De Los Inmigrantes   | 4 de agosto |
| General Lamadrid     | 1 - 1 | Excursionistas           | Enrique Sexto        | 4 de agosto |
| Deportivo Español    | 1 - 0 | Deportivo Morón          | Atlanta              | 4 de agosto |
| Barracas Central     | 2 - 2 | Defensores de Cambaceres | Olavarría y Luna     | 4 de agosto |
| Deportivo Riestra    | 0 - 0 | Comunicaciones           | Riestra y Lacarra    | 4 de agosto |
| Tristán Suárez       | 2 - 1 | Piraña                   | Moreno y Fariña      | 4 de agosto |
| Deportivo Merlo      | 0 - 1 | Lanús                    | José Manuel Moreno   | 4 de agosto |
| Argentino de Rosario | 0 - 1 | Colegiales               | José Martín Olaeta   | 4 de agosto |
| Luján                | 0 - 1 | Dock Sud                 | Municipal de Luján   | 4 de agosto |

| Dock Sud                 | 0 - 3 | Defensores Unidos    | De Los Inmigrantes          | 11 de agosto |
| Colegiales               | 4 - 1 | Luján                | Malaver y Posadas           | 11 de agosto |
| Lanús                    | 2 - 1 | Argentino de Rosario | Ciudad de Lanús             | 11 de agosto |
| Piraña                   | 1 - 1 | Deportivo Merlo      | Riestra y Lacarra           | 11 de agosto |
| Comunicaciones           | 1 - 2 | Tristán Suárez       | Alfredo Ramos               | 11 de agosto |
| Defensores de Cambaceres | 0 - 0 | Deportivo Riestra    | Camino Rivadavia y Quintana | 11 de agosto |
| Deportivo Morón          | 3 - 0 | Barracas Central     | Francisco Urbano            | 11 de agosto |
| Excursionistas           | 0 - 1 | Deportivo Español    | Pampa y Miñones             | 11 de agosto |
| Central Córdoba (R)      | 3 - 1 | General Lamadrid     | Gabino Sosa                 | 11 de agosto |
| Berazategui              | 3 - 1 | San Telmo            | Berazategui                 | 11 de agosto |

| Defensores Unidos    | 4 - 2 | San Telmo                | Gigante de Villa Fox | 18 de agosto |
| General Lamadrid     | 2 - 0 | Berazategui              | Enrique Sexto        | 18 de agosto |
| Deportivo Español    | 2 - 0 | Central Córdoba (R)      | Atlanta              | 18 de agosto |
| Barracas Central     | 2 - 1 | Excursionistas           | Olavarría y Luna     | 18 de agosto |
| Deportivo Riestra    | 1 - 2 | Deportivo Morón          | Riestra y Lacarra    | 18 de agosto |
| Tristán Suárez       | 0 - 1 | Defensores de Cambaceres | Moreno y Fariña      | 18 de agosto |
| Deportivo Merlo      | 2 - 1 | Comunicaciones           | José Manuel Moreno   | 18 de agosto |
| Argentino de Rosario | 2 - 0 | Piraña                   | José Martín Olaeta   | 18 de agosto |
| Luján                | 0 - 1 | Lanús                    | Municipal de Luján   | 18 de agosto |
| Dock Sud             | 2 - 0 | Colegiales               | De Los Inmigrantes   | 18 de agosto |

| Lanús                    | 3 - 0 | Dock Sud             | Ciudad de Lanús             | 25 de agosto |
| Comunicaciones           | 0 - 6 | Argentino de Rosario | Alfredo Ramos               | 25 de agosto |
| Deportivo Morón          | 1 - 1 | Tristán Suárez       | Francisco Urbano            | 25 de agosto |
| Excursionistas           | 1 - 0 | Deportivo Riestra    | Pampa y Miñones             | 25 de agosto |
| Central Córdoba (R)      | 1 - 1 | Barracas Central     | Gabino Sosa                 | 25 de agosto |
| Berazategui              | 1 - 2 | Deportivo Español    | Berazategui                 | 25 de agosto |
| San Telmo                | 5 - 0 | General Lamadrid     | De Los Inmigrantes          | 25 de agosto |
| Defensores de Cambaceres | 0 - 0 | Deportivo Merlo      | Camino Rivadavia y Quintana | 27 de agosto |
| Colegiales               | 2 - 0 | Defensores Unidos    | Malaver y Posadas           | 27 de agosto |
| Piraña                   | 4 - 4 | Luján                | Tomás A. Ducó               | 29 de agosto |

| Defensores Unidos    | 1 - 1 | General Lamadrid         | Gigante de Villa Fox | 1 de septiembre |
| Deportivo Español    | 3 - 1 | San Telmo                | Atlanta              | 1 de septiembre |
| Barracas Central     | 3 - 1 | Berazategui              | Olavarría y Luna     | 1 de septiembre |
| Deportivo Riestra    | 2 - 0 | Central Córdoba (R)      | Riestra y Lacarra    | 1 de septiembre |
| Tristán Suárez       | 1 - 1 | Excursionistas           | Moreno y Fariña      | 1 de septiembre |
| Deportivo Merlo      | 1 - 1 | Deportivo Morón          | José Manuel Moreno   | 1 de septiembre |
| Argentino de Rosario | 0 - 0 | Defensores de Cambaceres | José Martín Olaeta   | 1 de septiembre |
| Luján                | 3 - 1 | Comunicaciones           | Municipal de Luján   | 1 de septiembre |
| Dock Sud             | 1 - 1 | Piraña                   | De Los Inmigrantes   | 1 de septiembre |
| Colegiales           | 0 - 3 | Lanús                    | Malaver y Posadas    | 1 de septiembre |

| Lanús                    | 3 - 3 | Defensores Unidos    | Ciudad de Lanús             | 8 de septiembre |
| Piraña                   | 0 - 0 | Colegiales           | Tomás A. Ducó               | 8 de septiembre |
| Comunicaciones           | 2 - 2 | Dock Sud             | Alfredo Ramos               | 8 de septiembre |
| Defensores de Cambaceres | 3 - 1 | Luján                | Camino Rivadavia y Quintana | 8 de septiembre |
| Deportivo Morón          | 1 - 0 | Argentino de Rosario | Francisco Urbano            | 8 de septiembre |
| Excursionistas           | 1 - 1 | Deportivo Merlo      | Pampa y Miñones             | 8 de septiembre |
| Central Córdoba (R)      | 1 - 0 | Tristán Suárez       | Gabino Sosa                 | 8 de septiembre |
| Berazategui              | 2 - 2 | Deportivo Riestra    | Berazategui                 | 8 de septiembre |
| San Telmo                | 1 - 1 | Barracas Central     | De Los Inmigrantes          | 8 de septiembre |
| General Lamadrid         | 1 - 1 | Deportivo Español    | Enrique Sexto               | 8 de septiembre |

| Defensores Unidos    | 0 - 2 | Deportivo Español        | Gigante de Villa Fox | 15 de septiembre |
| Barracas Central     | 2 - 1 | General Lamadrid         | Olavarría y Luna     | 15 de septiembre |
| Deportivo Riestra    | 2 - 1 | San Telmo                | Riestra y Lacarra    | 15 de septiembre |
| Tristán Suárez       | 0 - 1 | Berazategui              | Moreno y Fariña      | 15 de septiembre |
| Deportivo Merlo      | 2 - 1 | Central Córdoba (R)      | José Manuel Moreno   | 15 de septiembre |
| Argentino de Rosario | 0 - 1 | Excursionistas           | José Martín Olaeta   | 15 de septiembre |
| Luján                | 0 - 2 | Deportivo Morón          | Municipal de Luján   | 15 de septiembre |
| Dock Sud             | 3 - 3 | Defensores de Cambaceres | De Los Inmigrantes   | 15 de septiembre |
| Colegiales           | 0 - 1 | Comunicaciones           | Malaver y Posadas    | 15 de septiembre |
| Lanús                | 2 - 0 | Piraña                   | Ciudad de Lanús      | 15 de septiembre |

| Piraña                   | 1 - 4 | Defensores Unidos    | Tomás A. Ducó               | 22 de septiembre |
| Comunicaciones           | 0 - 2 | Lanús                | Alfredo Ramos               | 22 de septiembre |
| Defensores de Cambaceres | 0 - 0 | Colegiales           | Camino Rivadavia y Quintana | 22 de septiembre |
| Deportivo Morón          | 2 - 0 | Dock Sud             | Francisco Urbano            | 22 de septiembre |
| Excursionistas           | 1 - 0 | Luján                | Pampa y Miñones             | 22 de septiembre |
| Central Córdoba (R)      | 3 - 0 | Argentino de Rosario | Gabino Sosa                 | 22 de septiembre |
| Berazategui              | 0 - 0 | Deportivo Merlo      | Berazategui                 | 22 de septiembre |
| San Telmo                | 1 - 1 | Tristán Suárez       | De Los Inmigrantes          | 22 de septiembre |
| General Lamadrid         | 0 - 1 | Deportivo Riestra    | Enrique Sexto               | 22 de septiembre |
| Deportivo Español        | 1 - 0 | Barracas Central     | Atlanta                     | 22 de septiembre |

| Defensores Unidos    | 1 - 0 | Barracas Central         | Gigante de Villa Fox | 29 de septiembre |
| Deportivo Riestra    | 2 - 8 | Deportivo Español        | Riestra y Lacarra    | 29 de septiembre |
| Tristán Suárez       | 3 - 0 | General Lamadrid         | Moreno y Fariña      | 29 de septiembre |
| Deportivo Merlo      | 2 - 1 | San Telmo                | José Manuel Moreno   | 29 de septiembre |
| Argentino de Rosario | 5 - 0 | Berazategui              | José Martín Olaeta   | 29 de septiembre |
| Luján                | 2 - 2 | Central Córdoba (R)      | Municipal de Luján   | 29 de septiembre |
| Dock Sud             | 1 - 1 | Excursionistas           | De Los Inmigrantes   | 29 de septiembre |
| Colegiales           | 0 - 0 | Deportivo Morón          | Malaver y Posadas    | 29 de septiembre |
| Lanús                | 3 - 0 | Defensores de Cambaceres | Ciudad de Lanús      | 29 de septiembre |
| Piraña               | 1 - 2 | Comunicaciones           | Tomás A. Ducó        | 29 de septiembre |

| Comunicaciones           | 2 - 2 | Defensores Unidos    | Alfredo Ramos               | 6 de octubre |
| Defensores de Cambaceres | 4 - 0 | Piraña               | Camino Rivadavia y Quintana | 6 de octubre |
| Deportivo Morón          | 2 - 0 | Lanús                | Francisco Urbano            | 6 de octubre |
| Excursionistas           | 3 - 1 | Colegiales           | Pampa y Miñones             | 6 de octubre |
| Central Córdoba (R)      | 6 - 2 | Dock Sud             | Gabino Sosa                 | 6 de octubre |
| Berazategui              | 1 - 1 | Luján                | Berazategui                 | 6 de octubre |
| San Telmo                | 1 - 2 | Argentino de Rosario | De Los Inmigrantes          | 6 de octubre |
| General Lamadrid         | 0 - 3 | Deportivo Merlo      | Enrique Sexto               | 6 de octubre |
| Deportivo Español        | 2 - 0 | Tristán Suárez       | Atlanta                     | 6 de octubre |
| Barracas Central         | 0 - 1 | Deportivo Riestra    | Olavarría y Luna            | 6 de octubre |

| Defensores Unidos    | 4 - 1 | Deportivo Riestra        | Gigante de Villa Fox | 13 de octubre |
| Tristán Suárez       | 1 - 0 | Barracas Central         | Moreno y Fariña      | 13 de octubre |
| Deportivo Merlo      | 1 - 1 | Deportivo Español        | José Manuel Moreno   | 13 de octubre |
| Argentino de Rosario | 2 - 0 | General Lamadrid         | José Martín Olaeta   | 13 de octubre |
| Luján                | 2 - 2 | San Telmo                | Municipal de Luján   | 13 de octubre |
| Dock Sud             | 1 - 2 | Berazategui              | De Los Inmigrantes   | 13 de octubre |
| Colegiales           | 0 - 1 | Central Córdoba (R)      | Malaver y Posadas    | 13 de octubre |
| Lanús                | 2 - 2 | Excursionistas           | Ciudad de Lanús      | 13 de octubre |
| Piraña               | 0 - 2 | Deportivo Morón          | Riestra y Lacarra    | 13 de octubre |
| Comunicaciones       | 1 - 1 | Defensores de Cambaceres | Alfredo Ramos        | 13 de octubre |

| Defensores de Cambaceres | 1 - 1 | Defensores Unidos    | Camino Rivadavia y Quintana | 20 de octubre |
| Deportivo Morón          | 5 - 1 | Comunicaciones       | Francisco Urbano            | 20 de octubre |
| Excursionistas           | 0 - 2 | Piraña               | Pampa y Miñones             | 20 de octubre |
| Central Córdoba (R)      | 1 - 1 | Lanús                | Gabino Sosa                 | 20 de octubre |
| Berazategui              | 1 - 1 | Colegiales           | Berazategui                 | 20 de octubre |
| San Telmo                | 0 - 0 | Dock Sud             | Isla Maciel                 | 20 de octubre |
| General Lamadrid         | 1 - 1 | Luján                | Enrique Sexto               | 20 de octubre |
| Deportivo Español        | 3 - 0 | Argentino de Rosario | Atlanta                     | 20 de octubre |
| Barracas Central         | 2 - 6 | Deportivo Merlo      | Olavarría y Luna            | 20 de octubre |
| Deportivo Riestra        | 2 - 1 | Tristán Suárez       | Riestra y Lacarra           | 20 de octubre |

| Defensores Unidos        | 3 - 0 | Tristán Suárez      | Gigante de Villa Fox        | 27 de octubre |
| Deportivo Merlo          | 2 - 2 | Deportivo Riestra   | José Manuel Moreno          | 27 de octubre |
| Argentino de Rosario     | 1 - 1 | Barracas Central    | José Martín Olaeta          | 27 de octubre |
| Luján                    | 0 - 3 | Deportivo Español   | Municipal de Luján          | 27 de octubre |
| Dock Sud                 | 4 - 1 | General Lamadrid    | De Los Inmigrantes          | 27 de octubre |
| Colegiales               | 2 - 3 | San Telmo           | Malaver y Posadas           | 27 de octubre |
| Lanús                    | 1 - 0 | Berazategui         | Ciudad de Lanús             | 27 de octubre |
| Piraña                   | 0 - 7 | Central Córdoba (R) | Piraña                      | 27 de octubre |
| Comunicaciones           | 2 - 4 | Excursionistas      | Alfredo Ramos               | 27 de octubre |
| Defensores de Cambaceres | 2 - 1 | Deportivo Morón     | Camino Rivadavia y Quintana | 27 de octubre |

| Deportivo Morón     | 4 - 0 | Defensores Unidos        | Francisco Urbano  | 3 de noviembre |
| Excursionistas      | 1 - 0 | Defensores de Cambaceres | Pampa y Miñones   | 3 de noviembre |
| Central Córdoba (R) | 2 - 0 | Comunicaciones           | Gabino Sosa       | 3 de noviembre |
| Berazategui         | 1 - 1 | Piraña                   | Berazategui       | 3 de noviembre |
| San Telmo           | 2 - 1 | Lanús                    | Isla Maciel       | 3 de noviembre |
| General Lamadrid    | 1 - 3 | Colegiales               | Enrique Sexto     | 3 de noviembre |
| Deportivo Español   | 2 - 0 | Dock Sud                 | Atlanta           | 3 de noviembre |
| Barracas Central    | 1 - 0 | Luján                    | Olavarría y Luna  | 3 de noviembre |
| Deportivo Riestra   | 1 - 1 | Argentino de Rosario     | Riestra y Lacarra | 3 de noviembre |
| Tristán Suárez      | 1 - 0 | Deportivo Merlo          | Moreno y Fariña   | 3 de noviembre |

| Defensores Unidos        | 4 - 1 | Deportivo Merlo     | Gigante de Villa Fox        | 10 de noviembre |
| Argentino de Rosario     | 2 - 1 | Tristán Suárez      | José Martín Olaeta          | 10 de noviembre |
| Luján                    | 1 - 4 | Deportivo Riestra   | Municipal de Luján          | 10 de noviembre |
| Dock Sud                 | 1 - 0 | Barracas Central    | De Los Inmigrantes          | 10 de noviembre |
| Colegiales               | 0 - 2 | Deportivo Español   | Malaver y Posadas           | 10 de noviembre |
| Lanús                    | 7 - 0 | General Lamadrid    | Ciudad de Lanús             | 10 de noviembre |
| Piraña                   | 2 - 4 | San Telmo           | Tomás A. Ducó               | 10 de noviembre |
| Comunicaciones           | 2 - 4 | Berazategui         | Alfredo Ramos               | 10 de noviembre |
| Defensores de Cambaceres | 3 - 2 | Central Córdoba (R) | Camino Rivadavia y Quintana | 10 de noviembre |
| Deportivo Morón          | 3 - 2 | Excursionistas      | Francisco Urbano            | 10 de noviembre |

| Excursionistas      | 4 - 3 | Defensores Unidos        | Pampa y Miñones    | 17 de noviembre |
| Central Córdoba (R) | 0 - 1 | Deportivo Morón          | Gabino Sosa        | 17 de noviembre |
| Berazategui         | 3 - 1 | Defensores de Cambaceres | Berazategui        | 17 de noviembre |
| San Telmo           | 3 - 1 | Comunicaciones           | Isla Maciel        | 17 de noviembre |
| General Lamadrid    | 2 - 1 | Piraña                   | Enrique Sexto      | 17 de noviembre |
| Deportivo Español   | 1 - 0 | Lanús                    | Atlanta            | 17 de noviembre |
| Barracas Central    | 1 - 1 | Colegiales               | Olavarría y Luna   | 17 de noviembre |
| Deportivo Riestra   | 4 - 2 | Dock Sud                 | Riestra y Lacarra  | 17 de noviembre |
| Tristán Suárez      | 2 - 0 | Luján                    | Moreno y Fariña    | 17 de noviembre |
| Deportivo Merlo     | 1 - 0 | Argentino de Rosario     | José Manuel Moreno | 17 de noviembre |